# Coco Robicheaux
Pour les articles homonymes, voir Robicheaux.
Curtis John Arceneaux, né le 25 octobre 1947 et mort le 25 novembre 2011, mieux connu sous le surnom de Coco Robicheaux est un artiste et musicien américain qui vient de la Paroisse de l'Ascension en Louisiane où il est né. Arceneaux a pris son nom de scène d'une légende de Louisiane dans laquelle un méchant enfant, appelé le Coco Robicheaux, est enlevé par un loup-garou.
Robicheaux apparaît dans l'épisode Hotshots, de la série américaine Big easy où il joue un musicien appelé Coco et qui aurait vendu son âme au diable. On le retrouve également dans la série Treme de David Simon.
Son ultime enregistrement fut réalisé le jour de son dernier anniversaire avec la chanteuse Frenchie Moe.

## Discographie
- Spiritland (Orleans 1994)
- Louisiana Medicine Man (Orleans 1998)
- Hoodoo Party (Orleans 2000)
- Yeah, U Rite! (Spiritland 2005)
- Like I Said, Yeah, U Rite! (Spiritland 2008)
- Revelator (Spiritland 2010)